# Союз Небесного пути
Союз Небесного пути или Союз Тхенто (хокло 天道盟 Thian-tō-bêng; англ. Thento union) — тайваньская организованная преступная группировка. Одна из трёх крупнейших преступных организаций Тайваня, наряду с Бамбуковым союзом и бандой Четырёх морей. В отличие от них, союз Тхенто опирается преимущественно на тайваньцев-хокло, а не на материковых китайцев-вайшэнжэней, переселившихся на Тайвань с Гоминьданом в середине XX-го века.
Основана в 1986 году как «Ассоциация сплочения и единодушия» (團結同心聯盟).

## История
В 1949 году правительство Китайской Республики в лице партии Гоминьдан бежало на Тайвань, потерпев поражение от Коммунистической партии Китая. На Тайване Гоминьдан ввёл военное положение, однако ему всё ещё было трудно легально бороться с анти-гоминьдановскими критикам. Кроме того, в северном Тайване начали возникать преступные группировки среди выходцев из «военных деревень» — переселенцев, эвакуировавшихся с материка. Эти группировки преимущественно противостояли хокло — основному населению Тайваня, выходцам из провинции Фуцзянь. Гоминьдан начал налаживать неформальные связи с этими организациями, стремясь поставить их под контроль и решить свои политические задачи.
В 1984 году Генри Лю, критик Гоминьдана и Чан Кайши, был убит в Калифорнии членами группировки «Бамбуковый союз». Расследование показало, что к убийству были причастны гоминьдановские спецслужбы, что вызвало международный скандал. После этого на Тайване началась операция против преступных группировок, однако «Бамбуковый союз» продолжал пользоваться привилегиями даже в стенах тюрем.
В 1986 году в тюрьме в районе Тучэн в Тайбэе лидеры группировок тайваньцев-хокло организовали «Ассоциацию сплочения и единодушия» (團結同心聯盟), чтобы противостоять Бамбуковому союзу. К ним присоединились заключённые из других тюрем Тайваня.
В 1987-88 годах случились тюремные бунты в тюрьме Яньвань и в лагере для политзаключённых на Зелёном острове на востоке Тайваня. В это же время умер президент Цзян Цзинго и было отменено военное положение, что привело к амнистии множества заключённых. Влияние Союза Небесного пути распространилось по всему Тайваню. В те же годы его члены стали взаимодействовать с японской преступной группировкой Ямагути-гуми.
Ранние годы Союза Небесного пути совпали с периодом экономического бума на Тайване. Группировка оперировала игорным бизнесом, в том числе привезёнными из Японии автоматами пачинко. В 1990-х она расширила свою деятельность и стала заниматься спекуляциями, страхованием, недвижимостью и СМИ, и даже могла вмешиваться в выборы. В 1996 году духовный лидер Союза Небесного пути Ло Фучжу (Ло Хокцо, 羅福助) по прозвищу «Большой кот» стал депутатом Законодательного Юаня, чтобы получить иммунитет от преследований.

## Структура
Союз Небесного пути — коалиция из множества сравнительно автономных преступных сообществ (會 hōe). Внутри сообщества делятся на группировки (組 cho͘), состоящие из примерно 10 человек (но в более крупных группировках могут состоять несколько десятков человек). Глава сообщества называется «директор» (董仔 táng-á) или «босс» (老大 láu-tōa), глава группировки — «старший брат» (兄哥 hiaⁿ-ko).
Структура союза Тхенто менее иерархична и больше похожа на структуру коммерческой компании или гражданских властей, в отличие от структуры группировок вайшэнжэней, напоминающей партийную. Глава союза является лишь организатором, собирающим лидеров преступных сообществ, в руках которых и сосредоточена основная власть. Встречи членов союза обычно маскируются под торжественные мероприятия (свадьбы, похороны, храмовые ярмарки, новогодние вечера и т. д.).
Крупнейшее преступное сообщество в составе Союза Небесного пути — «Коалиция Солнца» (太陽聯盟 Thài-iông liân-bêng), бывшее «Общество Солнца» (太陽會 Thài-iông-hōe).